# Club 33
Le Club 33 est à l'origine un club privé avec restaurant situé dans le parc Disneyland en Californie, juste au-dessus du « Blue Bayou Restaurant » dans New Orleans Square à l'angle de l'entrée des Pirates of the Caribbean.
Un espace similaire et homonyme existe à Tokyo Disneyland et depuis 2016 au Shanghai Disneyland. En 2017, le concept a été étendu aux parcs de Walt Disney World Resort.

## Disneyland

### Club privé
L'idée du club privé Club 33 est née dans les premières années du parc d'une salle privée au sein du restaurant Red Wagon Inn (1955-1965) réservée à l'usage de Walt Disney. Avec la construction à partir de 1962 de New Orleans Square, il fut décidé de construire un espace plus grand et plus intime. La salle du Red Wagon Inn, renommé Plaza Inn en 1965, fut convertie en suite privée pour le partenaire Goodyear puis en bureaux avant d'être supprimée en 1999. Le nom « 33 » a pour seule raison, la plaque à l'entrée. Il existe toutefois un Club 55 pour les employés dont le chiffre fait référence à l'année d'ouverture du parc Disneyland.
Le club privé n'est pas ouvert au public et rarement mentionné dans les brochures promotionnelles du parc. Sa première ouverture à ses membres a eu lieu le 15 juin 1967. L'accès au club privé ou à l'obtention d'un abonnement est très restrictif. Le prix d'un abonnement au Club 33 tourne autour de $7,500-$10,000 par an avec une liste d'attente de plusieurs années.
La salle de restaurant se trouve au premier étage et les fenêtres possèdent des balcons.

### Bâtiment
L'entrée au club est une porte pleine de couleur bleu, marquée seulement avec une plaque portant le nombre « 33 », immédiatement à la droite du Blue Bayou. Pour entrer, il suffit de presser un petit bouton noir qui appelle l'intendant. La salle réservée aux membres, responsables de Disney et quelques personnalités permet d'avoir une vue panoramique sur New Orleans Square depuis le premier étage. C'est le seul endroit du parc Disneyland où sont servies des boissons alcoolisées.

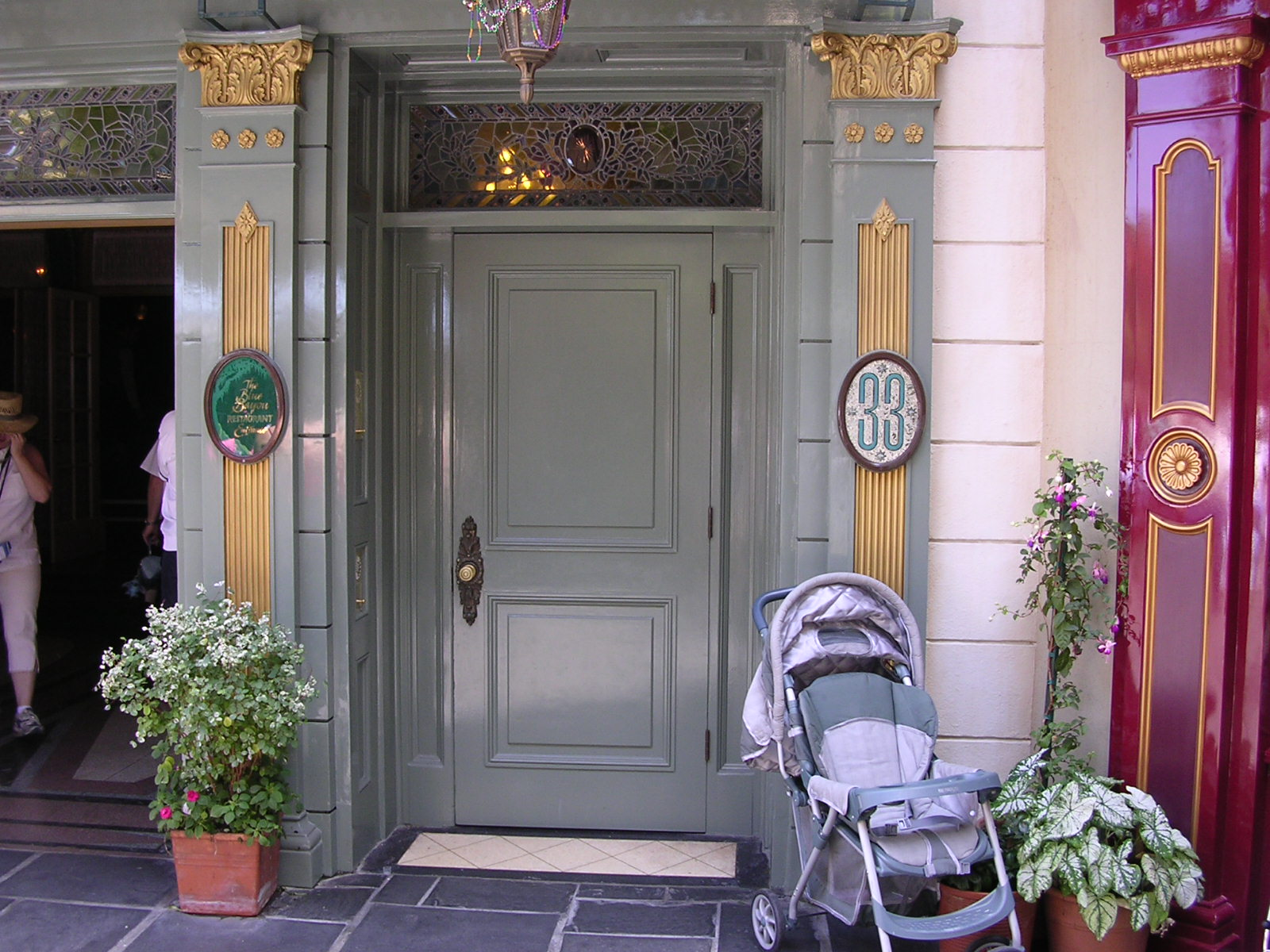
La porte d'entrée du Club 33.

## Autres lieux
Un espace similaire et homonyme existe à Tokyo Disneyland. Il est toutefois situé au premier étage de la boutique The Home Store à l'angle sud-est de World Bazaar
Un Club 33 a ouvert en 2016 au Shanghai Disneyland dans Mickey Avenue,,
Le 13 avril 2017, Walt Disney Parks and Resorts annonce la création de quatre Club 33 dans chacun des parcs du Walt Disney World Resort mais leur localisation exacte n'a pas été révélée.